# Bernardo Bonezzi
Bernardo Silvano Bonezzi Nahón (* 6. Juli 1964 in Madrid, Spanien; † 30. August 2012 ebenda) war ein spanischer Komponist.

## Leben
Bernardo Silvano Bonezzi Nahón wurde als Sohn eines Italieners und einer Brasilianerin geboren. Er galt in seiner Kindheit als musikalisches Genie. So spielte er bereits mit sechs Jahren Gitarre, komponierte mit zehn Jahren zum ersten Mal Musik und gründete 1978 im Alter von 13 Jahren mit Zombies seine erste Band. Die Band veröffentlichte mit Extraños juegos (1980) und La muralla china (1981) zwei Alben. Kurz darauf löste sich die Band auf und Bonezzi komponierte für Pedro Almodóvars Labyrinth der Leidenschaften seine erste Filmmusik. Insgesamt wurde Bonezzi für vier spanische Filmpreise Goya, jeweils für die Beste Filmmusik, nominiert. Für seine Komposition in Nadie hablará de nosotras cuando hayamos muerto wurde er 1996 ausgezeichnet.
Am 30. August 2012 starb Bernardo Bonezzi in seiner Wohnung.

## Filmografie (Auswahl)
- 1982: Labyrinth der Leidenschaften (Laberinto de pasiones)
- 1984: Womit hab’ ich das verdient? (¿Qué he hecho yo para merecer esto?)
- 1986: Matador
- 1987: Das Gesetz der Begierde (La ley del deseo)
- 1987: Gefährliche Instinkte (Barrios altos)
- 1988: Die Schlucht der Wölfe (La boca del lobo)
- 1988: Frauen am Rande des Nervenzusammenbruchs (Mujeres al borde de un ataque de nervios)
- 1988: Baton Rouge – Tödliche Therapie (Baton Rouge)
- 1990: Die Frau deines Lebens: Die Orientalin (La mujer de tu vida: La mujer oriental)
- 1990: Die Frau deines Lebens: Die Raffinierte (La mujer de tu vida: La mujer feliz)
- 1990: Die schönsten Jahre des Lebens (El mejor de los tiempos)
- 1990: Schwarze Schafe (Ovejas negras)
- 1992: Trennung mit Hindernissen (Shooting Elizabeth)
- 1993: Der gezähmte Mann (All Tied Up)
- 1995: Eine ganz heiße Nummer (Boca a boca)
- 1996: Wer liebt, lebt gefährlich (El amor perjudica seriamente la salud)
- 1999: Die Last mit der Lust (Entre las piernas)
- 2001: Sin noticias de Dios
- 2001: Südsee ade! (Mari del sud)

## Diskografie
Zombies
- 1980: Extraños juegos
- 1981: La muralla china

Didi St. Louis
- 1984: Bonezzi-St. Louis

Soloalben
- 1983: Las diez mujeres más elegantes
- 2004: La hora del lobo
- 2006: La hora azul
- 2007: La hora del té
- 2010: El viento sopla donde quiere
- 2012: La esencia de la ciencia
- 2012: Esencias

## Auszeichnung
Goya
- 1989: Nominierung für die Beste Filmmusik für Mujeres al borde de un ataque de nervios
- 1992: Nominierung für die Beste Filmmusik für Todo por la pasta
- 1996: Beste Filmmusik  für Nadie hablará de nosotras cuando hayamos muerto
- 2002: Nominierung für die Beste Filmmusik für Sin noticias de Dios